# Yukari Tamura
Yukari Tamura (田村 ゆかり Tamura Yukari?,  Fukuoka, Prefectura de Fukuoka, Japón, 27 de febrero de 1976) es una actriz de voz y cantante japonesa, afiliada a Amuleto. Previamente estuvo afiliada a las compañías Arts Vision y I'm Enterprise. Es conocida por su voz aguda e interés en la moda Lolita. Debutó como actriz de voz en 1997, estrenando su primer sencillo Yūki o Kudasai el 26 de marzo de ese año. Varios de sus lanzamientos han sido utilizados como temas de apertura y cierre en series de anime, mientras que algunos calificaron en Oricon. Su papel como Nanoha Takamachi en Mahō Shōjo Lyrical Nanoha contribuyó a un aumento en su popularidad, debido a que varios de sus singles ("Little Wish: Lyrical Step", "Spiritual Garden", "Hoshizora no Spica", "Beautiful Amulet") fueron utilizados como temas de cierre para las adaptaciones del anime de la franquicia. Además de Nanoha, Tamura le dio vida en cada título de los personajes tales como Ruru Amour/Cure Amour en HUGtto! PreCure, Haruka Minazuki / Angel Rojo en Kaitō Tenshi Twin Angel, Ringo Kinoshita en Nō-Rin, Yamada en B Gata H Kei y Kaoru Tsunashi en Danna ga Nani o Itteiru ka Wakaranai Ken. 
Otro de sus trabajos más importantes en anime incluyen Ranpha Franboise en Galaxy Angel, Mai Kawasumi en Kanon, Mei Sunohara en Clannad, Saku Tōyama en Tantei Opera Milky Holmes, y Tenten en Naruto. En los videojuegos, además de los que fueron adaptados en anime, hace las voces de Talim en Soulcalibur y Myao en Marl Kingdom. En tokusatsu, es conocida por ser la voz de Navi en la 35º Super Sentai Series, Kaizoku Sentai Gokaiger, Nahida en Genshin Impact.

## Biografía
Tamura nació en la Prefectura de Fukuoka. Ganó la notoriedad como defensora del movimiento de la moda Lolita, vistiendo ropa de estilo Lolita en público, así como por sus lanzamientos de música, a menudo en videos musicales y en la portada de sus publicaciones en CD. En 2001, Tamura formó una unidad llamada Yamato Nadeshiko con la también conocida actriz de voz, Yui Horie. Dos singles fueron lanzados, Mō Hitori no Watashi y Merry Merrily - el último de los cuales era una canción insertada en el Especial de Navidad Love Hina.
El 1 de enero de 2007, Tamura cambió la agencia de talentos Arts Vision a I'm Enterprise, una subsidiaria de Arts Vision, y el 1 de abril de 2007, Tamura oficialmente cambió de compañía discográfica Konami a King Records, sin embargo, Tamura no tuvo ningún efecto material porque la actual producción récord real de Konami se llevaba a cabo por King Records. También ha sido la narradora de la red japonesa de televisión por satélite Animax.
En febrero de 2016, la agencia de Tamura anunció que se cancelaría un concierto que se había anunciado durante una transmisión en directo de Niconico en 2015. Su administración también anunció que su club de fanes cambiaría de dueño y sus programas de radio terminarían. La cuenta de Twitter de su personal se cerraría y su sitio web sería sometido a mantenimiento. El 13 de febrero de 2016, su administración anunció que su contrato con King Records terminaría en marzo de 2016. Ella cambió su agencia una vez más de I'm Enterprise a Amuleto.

## Filmografía
Lista de roles interpretados durante su carrera.
Los papeles principales están en negrita.

### Anime
1997
- Tenchi Muyo! como Yoshinaga.
- Battle Athletes Victory como Ayla V. Roznovsky (joven)

1998
- Detective Conan como Mina Aoshima (ep.121)
- Trigun como Helen (ep.9)
- The Doraemons: The Great Operation of Springing Insects como Yagorobo.

1999
- Dai-Guard como Fuuka Tanigawa.
- Angel Links como LiEF baby; Sally; Yayoi; Yee
- Boogiepop Phantom como Kyoko Kishita.
- The Big O como Forensics.
- Orphen: The Revenge como Wistress (ep.11)
- Crayon Shin-chan: Bakuhatsu! Onsen Wakuwaku Daikessen como Shibusuki.
- Seraphim Call como Miki (ep.7)

2000
- Hero Hero-kun como Kira Kira.
- Miami Guns como Lu Amano; Al
- Muteki Ou Tri-Zenon como Rikou Munakata; Kuramu Kyou.
- Dotto Koni-chan como Moro.
- Fighting Spirit como Aikawa (ep.1)

2001
- Galaxy Angel como Ranpha Franboise.
- The SoulTaker como Asuka Sakurai.
- s-CRY-ed como Kanami Yuta.
- A Little Snow Fairy Sugar como Greta.
- Pretear como Yayoi Takato; Tipi

2002
- Zaion: I Wish You Were Here como Ai.
- King of Bandit Jing como Rose (ep.2)
- Onegai Teacher como Ichigo Morino.
- Kanon como Mai Kawasumi.
- Galaxy Angel Z como Ranpha Franboise.
- Galaxy Angel A como Ranpha Franboise.
- Mirmo! como Koyomi.
- Naruto como Tenten.
- G-On Riders como Zero.
- Pita Ten como Misha.
- Full Metal Panic! como AI (ep.1); First Daughter (ep.19)

2003
- R.O.D the TV como Haruhi Nishizono and Natsumi Nishizono.
- D.C. ~Da Capo~ como Sakura Yoshino.
- Onegai Twins como Ichigo Morino.
- Godannar como Ellis Valentine.
- Galaxy Angel S como Ranpha Franboise.
- Kanon Kazahana como Mai Kawasumi.

2004
- DearS como Nia
- Midori no Hibi como Shiori Tsukishima.
- Uta∽Kata como Michiru Munakata.
- Galaxy Angel X como Ranpha Franboise.
- Final Approach como Miki Moriya.
- The Melody of Oblivion como Koko.
- Le Portrait de Petit Cossette como Kaori Nishimoto.
- My-HiME as Midori Sugiura.
- Magical Girl Lyrical Nanoha como Nanoha Takamachi.
- Godannar (season 2) como Ellis Valentine.
- Tweeny Witches como Mina.

2005
- AIR como Michiru
- Best Student Council como Pucchan; Rino Randō.
- Shakugan no Shana como Tiriel ("Aizenta").
- Jinki:EXTEND como Rui Kousaka.
- SoltyRei como Celica Yayoi.
- D.C.S.S.: Da Capo Second Season como Sakura Yoshino.
- Full Metal Panic!: The Second Raid como Kurz's AI.
- My-Otome como Midori.
- Magical Girl Lyrical Nanoha A's como Nanoha Takamachi.
- The King of Braves GaoGaiGar Final -Grand Glorious Gathering como AnRyu; KouRyu; TenRyuJin
- Trinity Blood como Wendy (ep.7,21)

2006
- Kanon como Mai Kawasumi.
- Kashimashi ~Girl Meets Girl~ como Tomari Kurusu.
- Higurashi no Naku Koro ni como Rika Furude.
- Otogi-Jūshi Akazukin como Akazukin.
- Ouran High School Host Club como Éclair Tonnerre (ep.25,26)
- Galaxy Angel Rune como Ranpha Franboise (ep.7)

2007
- Tokimeki Memorial Only Love como Yukari Higashino (ep.14)
- Idolmaster: Xenoglossia como Iori Minase.
- Magical Girl Lyrical Nanoha StrikerS como Nanoha Takamachi.
- Heroic Age como Tail Ol Nahilm.
- Gintama como Ana Hanano.
- Sugarbunnies como Ana Usa; Momo Usa; Charlotte
- Higurashi no Naku Koro ni Kai como Rika Furude.
- MOETAN como Ink Nijihara.
- Mushi-Uta como Min-min.
- Myself ; Yourself as Syuri Wakatsuki.
- Naruto Shippuuden como Tenten.
- Sketchbook: full color'S como Nagisa Kurihara.
- Shakugan no Shana II como Tiriel ("Aizenta").
- D.C. II: Da Capo II como Sakura Yoshino.
- CLANNAD como Mei Sunohara.

2008
- D.C.II S.S.: Da Capo II Second Season como Sakura Yoshino.
- Nabari no Ō como Shinraban-sho.
- Monochrome Factor como Ruru.
- Magical Girl Lyrical Nanoha THE MOVIE 1st como Nanoha Takamachi.
- Clannad After Story como Mei Sunohara.
- Kuroshitsuji como Elizabeth Mildford.
- Kurokami The Animation como Excel.

2009
- Asu no Yoichi! como Chihaya Ikaruga.
- Sora Kake Girl como Kazane Shishidō.
- Umineko no Naku Koro ni como Bernkastel.
- Kämpfer como Seppuku Kuro Usagi.
- To Aru Kagaku no Railgun como Miho Jufuku.

2010
- Magical Girl Lyrical Nanoha THE MOVIE I como Nanoha Takamachi.
- Katanagatari como Togame.
- Ore no Imōto ga Konna ni Kawaii Wake ga Nai como Kanako Kurusu
- B gata h kei como Yamada.
- Mayoi Neko Overrun! como Kaho Chikumaen.
- Seikon no Qwaser como Eva-R (ep.11-12)
- Hoshizora e Kakaru Hashi como Dan Yūka / Dai Yūka.

2011
- Kore wa zombie desu ka como Eucliwood Hellscythe.
- Ben-To como Kyou Sawagi.
- C³ como Fear cube.
- Sekaiichi Hatsukoi como An-chan Kohinata.
- Astarotte no Omocha! como Asuha Tohara.
- Steins;Gate como Suzuha Amane
- X-Men como Hisako Ichiki
- Infinite stratos como Tabane Shinonono

2012
- Kore wa zombie desu ka Jigoku hen como Eucliwood Hellscythe.
- Ano Natsu de Matteru como Remon Yamano.
- AKB0048 como Watanabe Mayu / Mayuyu
- Busou Shinki como Yda
- Kyōkai Senjō no Horizon as Elizabeth
- Mahō Shōjo Lyrical Nanoha THE MOVIE 2nd como Nanoha Takamachi
- Rock Lee & His Ninja Pals como Tenten
- Tantei Opera Milky Holmes: Act 2 como Saku Tooyama

2013
- AKB0048 Next Stage como Watanabe Mayu
- Ore no Imōto ga Konna ni Kawaii Wake ga Nai como Kanako Kurusu
- Ore no Kanojo to Osananajimi ga Shuraba Sugiru como Masuzu Natsukawa
- Hentai Ōji to Warawanai Neko. como Tsukushi Tsutsukakushi
- Kiniro Mosaic como Isami Omiya
- Kill la Kill como Nui Harime
- Infinite stratos como Tabane Shinonono
- Samurai Flamenco como Sakura Momoi
- Namiuchigiwa no Muromi-san como Muromi-san

2014
- Akame Ga Kill! como Mine
- Cross Ange : Tenshi To Ryuu No Rondo como Hilda.
- Danna ga Nani o Itteiru ka Wakaranai Ken como Kaoru
- Gugure! Kokkuri-san como la Narradora
- Nourin como Kinoshita Ringo
- No Game No Life como Jibril

2015
- Absolute Duo como Tsukimi Rito
- Magical Girl Lyrical Nanoha ViVid como Nanoha Takamachi
- Sore ga seiyuu! como Yukari Tamura (Ella misma [Ep. 03])

2016
- Sakamoto desu ga? como Kana
- Shōnen Maid como Chiyo Komiya
- Re: Zero Kara Hajimeru Isekai Seikatsu como Priscila Barielle
- Ange Vierge como Amane Ayashiro

2017
- Konbini Kareshi como Waka Kisaki
- No Game, No Life Zero como Jibril

2018
- HUGtto! PreCure como Ruru Amour/Cure Amour
- Lost song como Finis
- Higurashi no Naku Koro ni Gou como Rika Furude.

2021
- Higurashi no Naku Koro ni Sotsu como Rika Furude.
- Kaginado como Mai Kawasumi

2022
- Girls' Frontline como M4 SOPMOD II
- Nōmin Kanren no Skill Bakka Agetetara Nazeka Tsuyoku Natta como Ilvia

2023
- Watashi no Yuri wa Oshigoto Desu! como Mikoshiba Mai

2024
- Highspeed Etoile como Ami
- Re: Zero Kara Hajimeru Isekai Seikatsu como Priscila Barielle

### OVA
- Brave King GaoGaiGar Final como AnRyu; KouRyu; TenRyuJin.
- Ghost Talker's Daydream como Ai Kunugi.
- Higurashi no Naku Koro ni Gaiden Nekogoroshi-hen como Rika Furude.
- Higurashi no Naku Koro ni Rei como Rika Furude.
- Interlude como Tamaki Maiko.
- Itsudatte My Santa! como Maimai.
- Kaitō Tenshi Twin Angel como Haruka Minatsuki
- Kashimashi ~Girl Meets Girl~ (OVA) como Tomari Kurusu.
- Kujibiki Unbalance como Komaki Asagiri.
- Labyrinth of Flames como Kasumi.
- Memories Off como Kaoru Otoha.
- Nurse Witch Komugi como Asuka Sakurai.
- Nurse Witch Komugi-Chan Magikarte Z como Asuka Sakurai.
- Onegai Teacher (OVA) como Ichigo Morino.
- Onegai Twins (OVA) como Ichigo Morino.
- Otogi-Jūshi Akazukin (OVA) como Akazukin.
- Quiz Magic Academy como Clala.
- Kuroshitsuji Welcome to phantomhive mansion como Elizabeth "Lizzy" Middleford.

### Videojuegos
1997
- Armored Core como voz del ordenador.
- Eberouge como Euross Prombanth.

1998
- Star Gradiator 2 como June; Elle.
- Tokyo Majin Gakuen Kenpuchō como Kyouko Tohno.
- Honoo no Ryourinin: Cooking Fighter Hao como Cumin.
- Rhapsody: A Musical Adventure como Myao.

1999
- L no Kisetsu -A piece of memories- como Yumikura Sayaka.
- True Love Story 2 como Kunshi.
- Tokimeki Memorial 2 como Mei Ijuuin.
- Memories Off como Kaoru Otoha.
- Little Princess: Maru Oukoku no Ningyou Hime 2 como Myao; Nyancy; Nyanko

2000
- Kanon como Mai Kawasumi.
- Angel's Present: Chronicles of the Marl Kingdom como Myao.

2001
- AIR como Michiru.
- Angelic Concert como Rivale Klinon.
- Tomak～Save the Earth～Love Story como Yumi.

2002
- La Pucelle: Tactics como Chocolat gang.
- Galaxy Angel como Ranpha Franboise.
- Grandia Xtreme como Myam.
- Soulcalibur II (Arcade) como Talim.
- Tokyo Majin Gakuen Gehōchō como Kyouka Tohno.

2003
- Interlude como Tamaki Maiko.
- Angelic Vale como Soleil.
- Galaxy Angel Moonlit Lovers como Ranpha Franboise.
- Nobunaga no Yabou Online como Female character.
- SNOW como Asahi Hiyorigawa.
- Dancing Sword Senkou como Mimi.
- Quiz Magic Academy como Clala.
- SAKURA: Setsu Getsu ka como Asuka Izomo.
- Shikigami no Shiro II como Arala Cran.
- Soulcalibur II (Consolas) como Talim.
- Ichigeki Sacchu!! HoiHoi-san como Hoihoi-san.
- Bistro Cupid 2 como Nemesia Wormwood.

2004
- Galaxy Angel Eternal Lovers como Ranpha Franboise.
- D.C.P.S.: Da Capo Plus Situation como Sakura Yoshino.
- CLANNAD como Mei Sunohara.
- Final Approach como Miki Moriya.
- DearS como Nia.
- Angelic Concert Encore como Rivale Klinon.
- Monochrome como Chitose Kirioka.
- Berserk Millennium Falcon Arc: Seimasenki no Sho como Evarella.

2005
- Best Student Council como Rino Randŏ.
- Soulcalibur III como Talim.
- Soulcalibur III: Arcade Edition como Talim.
- NANA como Misato Uehara.
- D.C. Four Seasons: Da Capo Four Seasons como Sakura Yoshino.
- Mai-HiME - Unmei no Keitouju como Midori Sugiura.
- White Princess the Second como Hanoka Sakurano.
- Memories Off After Rain como Kaoru Otoha.
- Lucky ☆ Star como Hikage Miyakawa.

2006
- Galaxy Angel II Zettai Ryouiki no Tobira como Ranpha Franboise.
- Shakugan no Shana como Tiriel ("Aizenta").
- Higurashi Daybreak como Rika Furude.
- Higurashi Daybreak Kai como Rika Furude.
- Disgaea 2: Cursed Memories como Rozalin.
- Blade Dancer: Sennen no Yakusoku como Tess.
- Myself ; Yourself como Shuri Wakatsuki.
- Rumble Roses XX como Lambda.

2007
- Higurashi no Naku Koro ni Matsuri como Rika Furude; Madre de Rika.
- Shining Force EXA como Faulklin.
- Fate/stay night Realta Nua como Ruviaselita Edelfeld.
- Galaxy Angel II Mugen Kairou no Kagi como Ranpha Franboise.
- Star Ocean: First Departure como Perisie.
- NiGHTS Journey of Dreams como  NiGHTS .
- Naruto Shippuuden: Narutimate Accel 2 como Tenten.

2008
- Quiz Magic Academy como Clala
- D.C.II P.S.: Da Capo II Plus Situation como Sakura Yoshino.
- Higurashi no Naku Koro ni Kizuna como Rika Furude.
- Osouji Sentai Clean Keeper como Keiko Natsukawa.
- Soulcalibur IV como Talim.

2009
- Umineko no naku koro ni como Bernkastel.
- Nine Hours, Nine Persons, Nine Doors como Clover

2016
- Honkai Impact 3rd como Theresa.

2017
- Fire Emblem Heroes como Laegjarn

2018
- Super Smash Bros. Ultimate como Tiki

2019
- Magia Record: Puella Magi Madoka Magica Gaiden como Nanoha Takamachi (Crossover)

2020
- Genshin Impact (Qiqi)

2021
- Blue Archive (Saya Kusuko)

2022
- Genshin Impact (Kusanali/Nahida)
- Phantom Breaker: Omnia (Mei Orisaka)

2023
- Touhou Gensou Eclipse (Yukari Yakumo)
- Arknights (Muelsyse)

2024
- Lollipop Chainsaw RePOP (Juliet Starling)

### Drama CD
- Pandora Hearts como Alice.
- Sekirei como Kusano.

## Discografía
Lista de los singles, albums y DVDs lanzados durante su carrera musical. 

### Singles
- Yuuki o Kudasai (勇気をください?)
Lanzamiento 26 de marzo de 1997 - PolyGram PODX-1022
Canción del CD Drama Macross Generation (マクロス・ジェネレーション Makurosu Jenereeshon?)
- WE CAN FLY
Lanzamiento 28 de mayo de 1997 - Futureland TYDY-2084
Dueto con Yuria Hama (濱百合亜?)
- Kagayaki no Kisetsu (輝きの季節?)
Lanzamiento 4 de junio de 1997 - PolyGram PODX-1025
- REBIRTH ~Megami Tensei~ (REBIRTH～女神転生～?)
Lanzamiento 2 de diciembre de 1998 - PolyGram PODX-1041
Ending de Devil Lady (デビルマン レディー?)
- Kitto Ieru (きっと言える?)
Lanzamiento 6 de enero de 1999 - PolyGram PODX-1042
Ending de Gosho Aoyama's Collection of Short Stories (青山剛昌短編集 Aoyama Gōshō Tanpenshū?)
- Summer melody
Lanzamiento el 23 de septiembre de 2001 - Konami Music Entertainment KMCM-12
Primer sencillo en solitario
- Love parade
Lanzamiento 24 de abril de 2002 - Konami Music Entertainment KMCM-17
- Baby's Breath
Lanzamiento 7 de agosto de 2002 - Konami Music Entertainment KMCM-19
- Lovely Magic
Lanzamiento 21 de mayo de 2003 - Konami Music Entertainment KMCM-22
Opening del radio show, Snuggery of Black Bunny (田村ゆかりの黒うさぎの小部屋 Tamura Yukari no Kuro Usagi no Kobeya?).
- Nemurenu Yoru ni Tsukamaete (眠れぬ夜につかまえて?)
Lanzamiento 3 de septiembre de 2003 - Konami Music Entertainment KMCM-30
- Yumemizuki no Alice (夢見月のアリス?)
Lanzamiento 26 de mayo de 2004 - Konami Music Entertainment KMCM-31
Opening & ending del radio show, Snuggery of Black Bunny (田村ゆかりの黒うさぎの小部屋 Tamura Yukari no Kuro Usagi no Kobeya?).
- Little Wish ~lyrical step~
Lanzamiento 21 de octubre de 2004 - Konami Music Entertainment KMCM-40
Ending de Magical Girl Lyrical Nanoha (魔法少女リリカルなのは Mahō Shōjo Ririkaru Nanoha?)
- Koi seyo Onnanoko (恋せよ女の子?)
Lanzamiento 25 de mayo de 2005 - Konami Digital Entertainment GBCM-1
Opening de Gokujou Seitokai (極上生徒会 Ultimate Student Council?)
- Spiritual Garden
Lanzamiento 26 de octubre de 2005 - Konami Digital Entertainment GBCM-7
Ending de Magical Girl Lyrical Nanoha A's (魔法少女リリカルなのは A's Mahō Shōjo Ririkaru Nanoha A's?)
- Dōwa Meikyū (童話迷宮?)
Lanzamiento 2 de agosto de 2006 - Konami Digital Entertainment GBCM-13
Opening de Otogi-Jushi Akazukin (おとぎ銃士 赤ずきん?)
- Princess Rose
Lanzamiento 20 de diciembre de 2006 - Konami Digital Entertainment GBCM-15
Segundo opening de Otogi-Jushi Akazukin (おとぎ銃士 赤ずき?)
- Hoshizora no Spica (星空のSpica?)
Lanzamiento 9 de mayo de 2007 - King Records KICM-1210
Ending de Magical Girl Lyrical Nanoha StrikerS (魔法少女リリカルなのは StrikerS Mahō Shōjo Ririkaru Nanoha StrikerS?)
- Beautiful Amulet
Lanzamiento 1 de agosto de 2007 - King Records KICM-1212
Segundo ending de Magical Girl Lyrical Nanoha StrikerS
- Mon chéri
Lanzamiento 3 de marzo de 2008 - King Records NMAX-70001
- Bambino Bambina (バンビーノ・バンビーナ?)
Lanzamiento 27 de agosto de 2008 - King Records KICM-1247
- Tomorrow
Lanzamiento 17 de diciembre de 2008 - King Records KICM-1259
Primer opening del remake de Growlanser
- Metausa-hime ~Kuro Yukari Ōkoku Misa~ (†メタウサ姫～黒ゆかり王国ミサ～†?)

```
Lanzamiento 14 de febrero de 2009 - King Records NMAX-70002
```

### Álbumes
- WHAT'S NEW PUSSYCAT?
Lanzamiento 26 de septiembre de 1997 - PolyGram POCX-1080
- Tenshi wa Hitomi no Naka ni (天使は瞳の中に?)
Lanzamiento 4 de julio de 2001 - Konami Music Entertainment KMCA-113
- Hana-furi Tsukiyo to Koi-youbi. (花降り月夜と恋曜日。?)
Lanzamiento 25 de septiembre de 2002 - Konami Music Entertainment KMCA-175
- True Romance
Lanzamiento 5 de marzo de 2003 - Konami Music Entertainment KMCA-185
- Aozora ni Yureru Mitsugetsu no Kobune. (蒼空に揺れる蜜月の小舟。?)
Lanzamiento 6 de noviembre de 2003 - Konami Music Entertainment KMCA-191
- Kohaku no Uta, Hitohira (琥珀の詩、ひとひら?)
Lanzamiento 2 de marzo de 2005 - Konami Music Entertainment KMCA-200
- Gin no Senritsu, Kioku no Mizuoto. (銀の旋律、記憶の水音。?)
Lanzamiento 19 de abril de 2006 - Konami Digital Entertainment GBCA-4
- Sincerely Dears...
Lanzamiento 28 de marzo de 2007 - Konami Digital Entertainment GBZC-1/GBZC-2
Viene con "Concert Tour 2006 *fancy baby doll*　Edición especial" DVD
- Izayoi no Tsuki, Canaria no Koi. (十六夜の月、カナリアの恋。?)
Lanzamiento 27 de febrero de 2008 - King Records KICS-91358
Edición limitada incluía un DVD bonus
- Komorebi no Rosette (木漏れ日の花冠?)

```
Lanzamiento 4 de febrero de 2009 - King Records KICS-91427Edición limitada incluye un DVD resumen de su actuación en vivo octubre de 2008 "Aki da! Ichiban Yukari Matsuri-chan!"
```

### DVD
- sweet chick girl
Lanzamiento 23 de octubre de 2002 - Konami Music Entertainment KMBA-4
- Peachy Cherry Pie
Lanzamiento 7 de abril de 2004 - Konami Music Entertainment KMBA-6
- Yukari Tamura Summer Live 2004 - Sugar Time Trip
Lanzamiento 8 de diciembre de 2004 - Konami Music Entertainment KMBA-7
- ＊Cutie Cutie Concert 2005＊ at Tokyo International Forum
Lanzamiento 8 de marzo de 2006 - Konami Digital Entertainment GBBA-8
- Yukari Tamura Live 2006-2007 Pinkle Twinkle☆Milky Way
Lanzamiento 24 de diciembre de 2007 - King Records KIBM-154
- Yukari Tamura Love ♥ Live *Chelsea Girl*
Lanzamiento 23 de julio de 2008 - King Records KIBM-173～174